# Le hôi cổ đen
Le hôi cổ đen (danh pháp hai phần: Podiceps nigricollis) là một loài chim nước thuộc họ Chim lặn. Loài này có tại khắp các lục địa, trừ châu Úc và Nam Cực.

## Khóa phân loại
Le hôi cổ đen có 3 phân loài:
- P. n. nigricollis: phân bố từ Tây Âu đến Tây Á (mùa đông chuyển xuống phía nam và phía tây), Trung Á, Đông Á (trong đó có Việt Nam) và Đông Phi.
- P. n. gurneyi phân bố ở miền Nam châu Phi.
- P. n. californicus phân bố từ đông nam Canada cho đến miền tây Hoa Kỳ. Mùa đông chúng di cư về xa phía nam như Guatemala.

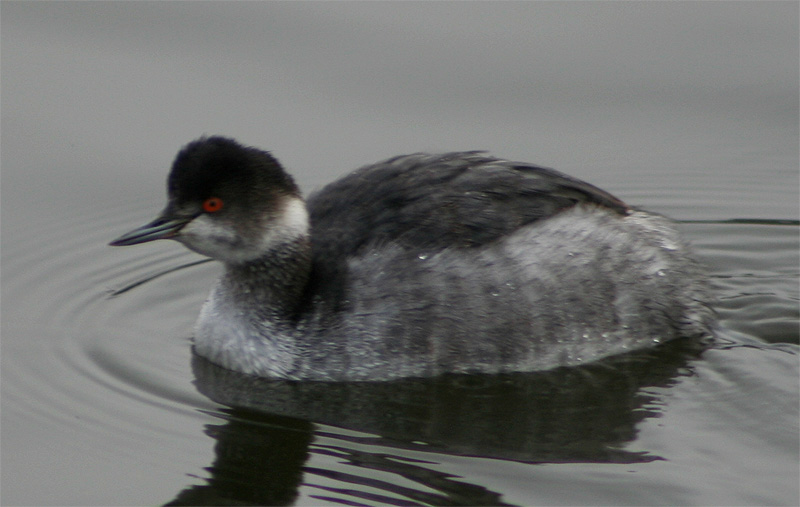
Le hôi cổ đen với bộ lông không phải vào mùa sinh sản
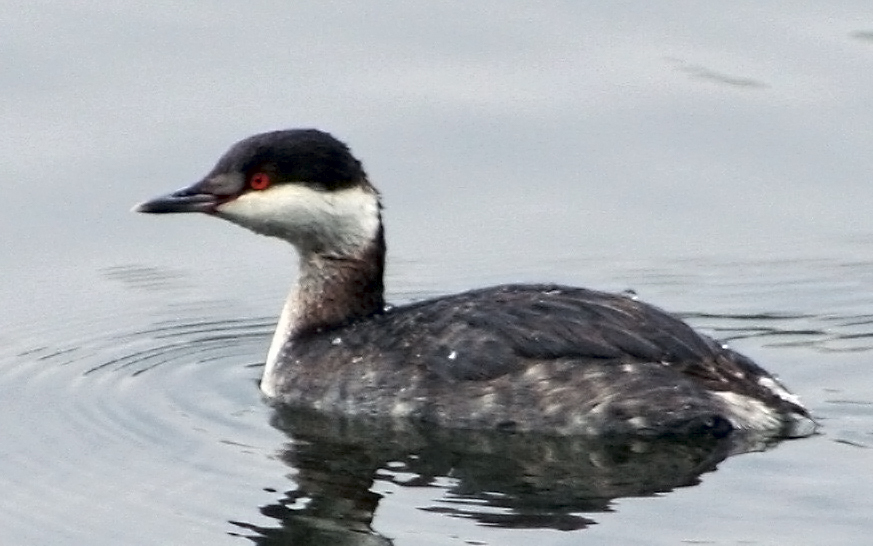
Le hôi cổ đen với bộ lông sinh sản
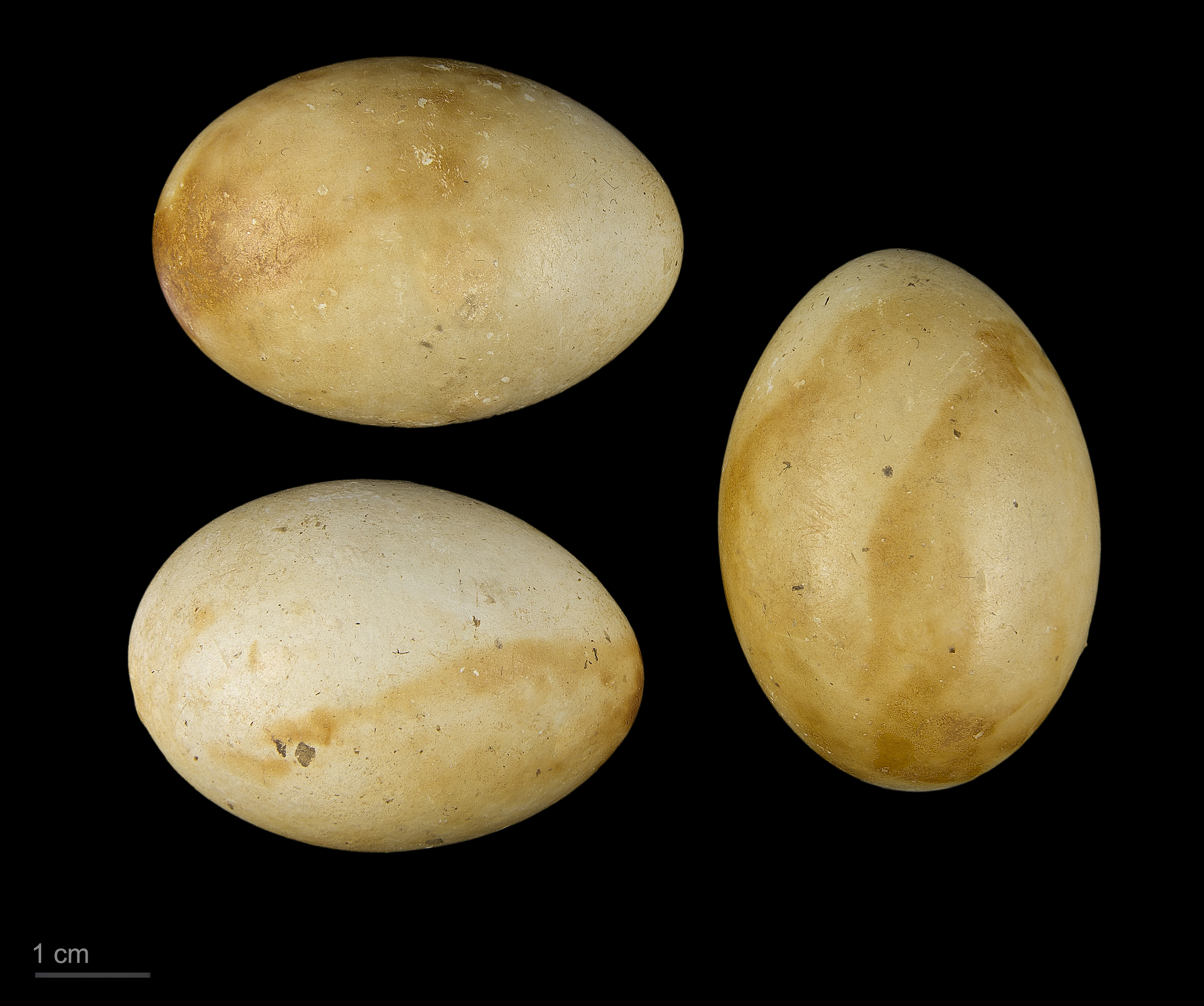
Museum specimen